# János Andor
János Andor, született Riess (Makó, 1893. március 11. – Monte-Carlo, 1968. február) magyar újságíró.

## Életpályája
Makón született János (Riess) Gyula és Löwenbach Erzsébet gyermekeként. 1919-ben Ausztriába költözött. 1920. június 11-én Budapesten, a Terézvárosban házasságot kötött Moravetz Teréziával. 1935-ben Franciaországba utazott. Az USA-ban telepedett le; Argentínában is élt. Buenos Airesben mulatótulajdonos volt. 1954-ben már Monte-Carloban lakott. A Szabadság című lap külső munkatársaként dolgozott.
Cikkei jelentek meg Az ember-ben, az Amerikai Magyar Népszava-ban, a Hatikva-ban és a Világ-ban.